# Буртасенков, Николай Борисович
Буртасе́нков Никола́й Бори́сович (25 июня 1950 — 13 июня 2020) — советский и российский скульптор, заслуженный работник культуры Кубани, член союза художников России с 1991 года.
Любимый материал камень. Работал в монументальном искусстве, жанрах портрета, использовал комбинированные материалы, дерево и металл.

## Биография
Родился в 1950 г. в Гудермесе.
В 1980 г. окончил Кубанский государственный университет, факультет Художественно-технической графики.
С 1980 работал в Краснодарской краевой организации Союза художников России. Был членом правления и председателем скульптурной секции.
Отец известного российского художника Буртасенкова Алексея
Увлечения: Любил и активно занимался парусным спортом.
Кредо: «Никогда никому не делать плохо!»
Регулярно организовывал персональные выставки. Работы находятся в музеях и частных коллекциях России, Франции, Германии, Бельгии, Китая, Хорватии и др., стран.
Участник Международных симпозиумов по скульптуре:
- г. Геленджик, Россия, 1996 год
- г. Ангулем, Франция, 1997 год
- г. Хильдесхайм, Германия, 1998 год
- г. Элиста, республика Калмыкия, Россия, 2001 год
- г. Владикавказ, республика Осетия, Россия, 2005 год
- г. Бланкенберг, Бельгия, 2006 год
- г. Оточач, Хорватия, апрель 2013 года
- г. Пула, Хорватия, октябрь 2013 года
- г. Красноярск, Россия, сентябрь 2018 года

## Основные работы
- Мемориальная доска Рывкину 1998 г. Краснодар.
- Памятник герою социалистического труда Н. М. Батохину Краснодарский край, Усть-Лабинский район, совхоз Ладожский 2001 г.
- Аллея дважды героев социалистического труда Пустовойт В. С., Лукьяненко П. П., Клепиков М. И., Трубилин И. Т., Резник В. Ф. г. Краснодар в 2003 г.
- Мемориальная доска Основателю Кавказского заповедника Х. Г. Шапошникову, Сочи 2003.
- Бюст героя Советского союза Куникову Ц. Л. в г. Геленджик 2010 г.
- Аллея героев советского союза г. Краснодар. 2011 г.
- Памятник Клепикову М. И. г. Усть-Лабинск в 2013 г. и.т.д.